# فرد وارد
فردی جو «فرد» وارد (به انگلیسی: Freddie Joe "Fred" Ward)؛ زادهٔ ۳۰ دسامبر ۱۹۴۲ – ۸ مهٔ ۲۰۲۲) بازیگر آمریکایی بود. وی کارش را با بازی در فیلم فرار از آلکاتراز در سال ۱۹۷۹ در کنار کلینت ایستوود آغاز کرد.
از فیلم‌های معروف او می‌توان به بازی در فیلم‌های جو دِرْت، شجاعت غیرمعمول، بهترین مردان، سلاح عریان ۳، کودک دردسرساز، ۲ اسلحه، میامی بلوز، تندردل، ریشخند، آتش گرفتن، شیفت بعدازظهر، خارج از حد، وداع، کسب‌وکار بزرگ، ستایشگر پنهانی، تهاجم: زمین، دو بدن کوچک و شاهزاده پنسیلوانیا اشاره کرد.